# Jean-Philippe Schmit
Pour les articles homonymes, voir Schmit.
Jean-Philippe Schmit, né le 13 mars 1790 à Paris où il est mort le 2 juin 1865, est un lithographe, fonctionnaire, homme de lettres et homme politique français.

## Biographie

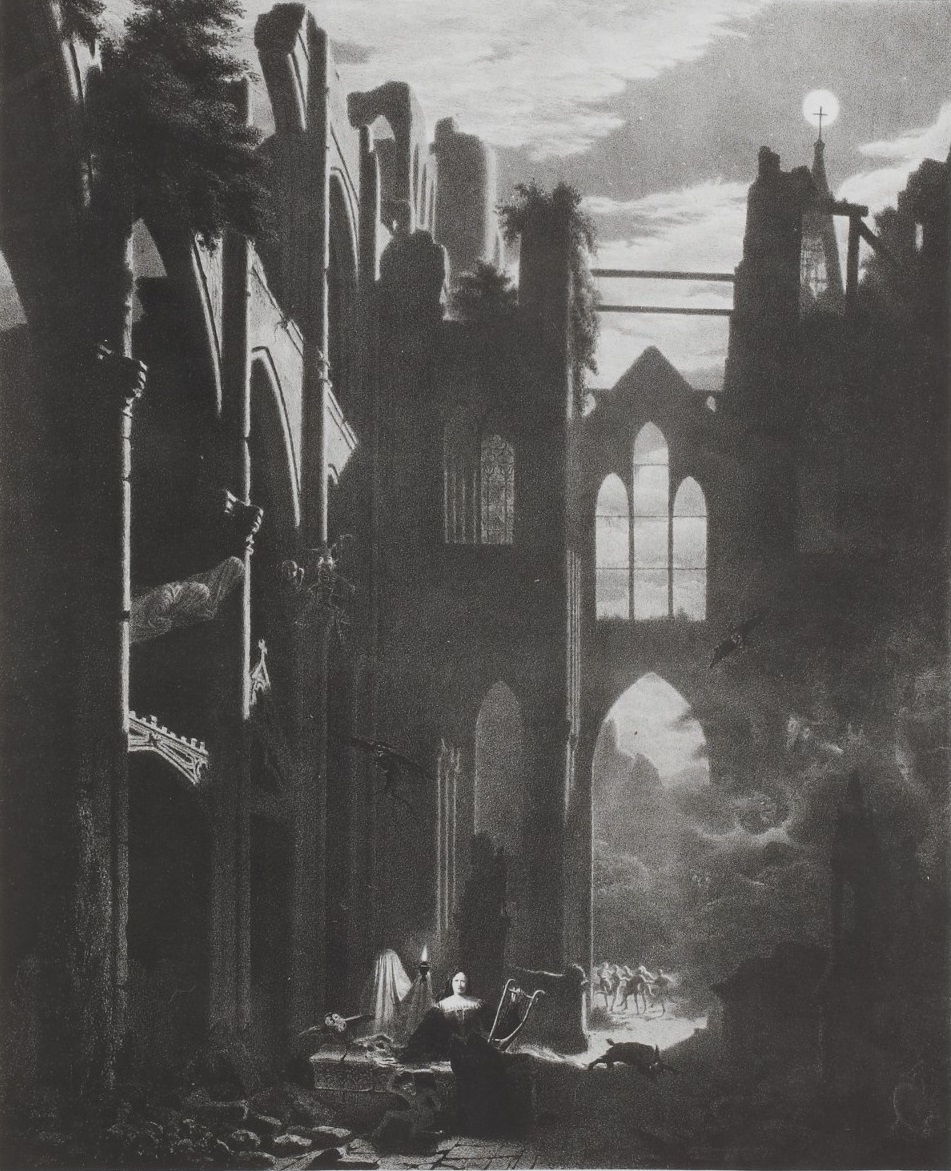
La Muse romantique, lithographie de Schmit dédiée à Victor Hugo et exposée en 1830.

Fils d'un tailleur, Jean Philippe Schmit est né le 13 mars 1790 dans la paroisse parisienne de Saint-Sulpice. Élève de l'école spéciale gratuite de dessin, il occupe un emploi de peintre sur porcelaine à l'âge de douze ans. Il s'établit par la suite comme lithographe et expose ses œuvres au Salon à partir de 1824. Il ne doit pas être confondu avec un artiste luxembourgeois de la génération suivante, Jean-Pierre Schmit (1817-1903).
Entré dans l'administration avant 1831, date à laquelle il est décoré de la Légion d'honneur, Jean-Philippe Schmit est maître des requêtes au conseil d’État et chef de la division du culte catholique au ministère des Cultes dans les années 1830. En 1834 et 1835, le ministre Jean-Charles Persil le charge d'inspecter plusieurs cathédrales. En juin 1836, après l'incendie de la charpente de la cathédrale de Chartres, il se rend sur place aux côtés du nouveau ministre, Sauzet. Membre du Comité historique des arts et monuments, Schmit est nommé inspecteur des monuments religieux le 20 juin 1840 et admis à faire valoir ses droits à la retraite, trois jours après la suppression de la division du culte catholique. Il peut désormais se consacrer aux lettres et signe plusieurs ouvrages.
Au lendemain de la Révolution de février 1848, il rédige deux brochures à l'adresse des classes laborieuses dans lesquelles il se présente comme « fils d'ouvrier, longtemps ouvrier [lui]-même » en omettant de mentionner son passé de fonctionnaire du régime déchu. Choisi comme candidat à l'Assemblée nationale constituante par plusieurs clubs et comités électoraux, il rédige un manifeste républicain modéré qui est publié dans Le Constitutionnel. Lors du scrutin du mois d'avril, 124 383 voix se portent sur son nom dans la Seine, faisant ainsi de lui l'un des 34 représentants du peuple de ce département. La polémique sur la situation réelle de Schmit ne se fait pas attendre : dès le 29 avril, Auguste Portalis adresse au National une lettre révélant que le nouvel élu n'est pas un ouvrier et qu'il a peut-être été confondu avec un ouvrier cordonnier homonyme. Schmit se justifie alors dans une lettre publiée par Le Constitutionnel. Une enquête ayant révélé que seuls 30 069 bulletins de vote étaient imputables sans ambiguïté à l'« écrivain » Schmit, son élection est finalement annulée le 6 mai.
Jean-Philippe Schmit meurt le 2 juin 1865, à son domicile du no 35 de la rue de Vaugirard.